# John Larroquette
John Bernard Larroquette (Nueva Orleans, 25 de noviembre de 1947) es un actor estadounidense de televisión y cine. Entre sus papeles más reconocidos se encuentran Dan Fielding en la comedia Night Court (ganando cuatro premios Emmy consecutivos por un reparto sobresaliente en la serie de comedia), Mike McBride en McBride, John Hemingway en The John Larroquette Show, y Carl Sack en Boston Legal. Hasta 2018 participó en la serie The Librarians protagonizando a Jenkins.

## Biografía
Larroquette nació en Nueva Orleans, Luisiana, es hijo de Berthalla Oramous (Helmstetter), empleada de una tienda que vendía ropa para niños, y John Edgar Larroquette, hijo, que pertenecía a la Marina de los Estados Unidos. Su abuelo, John Larroquette, nació en Francia y emigró a los Estados Unidos en 1895.
Creció en el Noveno Distrito de Nueva Orleans, en cercanías al Barrio Francés. Tocó el clarinete y el saxofón durante la niñez. En la escuela secundaria él y algunos amigos organizaron una banda a la que llamaron "The N.U.D.E.L.E.S" (por sus siglas en inglés "La Nueva Demostración Universal de Amor, Éxtasis y Sonido).
Se mudó a Hollywood en 1973, después de trabajar en la radio como DJ. Larroquette conoció a su esposa Elizabeth Ann Cookson en 1974 mientras trabajaba en la obra Enter Laughing, con quien se casó el 4 de julio de 1975, porque fue el único día en que se ausentaron de los ensayos. Tienen tres hijos, Lisa, Jonathan y Ben.
Desde mediados de la década de los 70 hasta principios de los años 80 Larroquette tuvo problemas con el alcoholismo. El mismo reconoció que dejó de beber el 6 de febrero de 1982.

### Intereses y pasatiempos
Larroquette colecciona libros. Sus autores preferidos incluyen a Samuel Beckett, Charles Bukowski, Anthony Burgess, William Burroughs, David Foster Wallace, John Fante, Michael Ondaatje y John Steinbeck.

## Carrera

### Primeros años
Su primer papel como actor en Hollywood fue en 1974 siendo actor de voz en The Texas Chain Saw Massacre (1974), como el narrador de la historia. Realizado como un favor hacia el director de la película Tobe Hooper. Su primer papel regular en una serie fue en el programa de la NBC de los años setenta  Black Sheep Squadron, donde interpretó al piloto de combate Teniente Bob Anderson del Cuerpo de Marines de los Estados Unidos durante la Segunda Guerra Mundial. 
En 1975 apareció en Sanford and Son, donde interpretó a Lamont en una comedia ficticia basada en Fred y Lamont, llamada "Steinberg and Son". Durante el rodaje de  Stripes en 1981, su nariz casi fue amputada en un accidente. Al correr hacia una puerta, que debería haberse abrierto pero no lo hizo, causando que su cabeza atravesara el vidrio de la ventana en la puerta.

### Night Court (1984-1992)
Larroquette se volvió famoso cuando interpretó a Dan Fielding en Night Court; el personaje que si bien era inicialmente conservador, cambió después que el creador de la comedia, Reinhold Weege, viera el sentido del humor de Larroquette. El papel le valió los Premios Emmy en 1985, 1986, 1987 y 1988. En 1989, el solicitó no ser considerado para un  Premio Emmy.
Sus cuatro victorias consecutivas fueron, en ese momento, un récord.
Night Court fue transmitida por la NBC desde 1984 hasta 1992. Luego de su cuarta victoria, el solicitó a la Academia de Artes y Ciencias de la Televisión dejar de ser considerado para el premio. Larroquette, Harry Anderson (juez Harry Stone), y Richard Moll (alguacil Bull Shannon) aparecen en cada episodio de la serie. Hubo charlas acerca de crear una serie sobre Dan Fielding pero Larroquette dijo no a la idea.

### The John Larroquette Show
En vez de un espectáculo sobre Dan Fielding, Larroquette y Don Reo desarrollaron un espectáculo sobre la base de algunos de los demonios personales de Larroquette, particularmente alcoholismo. El The John Larroquette Show, llamado así por insistencia de la NBC, protagonizando Larroquette en el personaje John Hemingway. El espectáculo fue elogiado por los críticos, pero fracasó en atraer audiencia en horario estelar, clasificándose en la posición #97 durante la mayoría de la primera temporada.
La NBC amenazó con cancelar; aunque, a Larroquette y Reo les fue otorgada una oportunidad de reorganizar el espectáculo, que logró continuar por dos temporadas más. Adquiriendo un culto leal, aunque nunca ha recibido un lanzamiento oficial por parte de la NBC.

### McBride, Boston Legal y otras apariciones
En 1998, actuó como invitado en tres episodios del drama The Practice. Su interpretación de Joey Heric, un psicópata narcisista, adinerado y bromista con la costumbre de apuñalar a sus amantes homosexuales hasta la muerte, le valió su quinto Premio Emmy. Volvió a interpretar el papel en 2002, por el que una vez más fue nominado al Premio Emmy. También apareció en un episodio de The West Wing como Lionel Tribbey, consejero de la Casa Blanca.
En 2003, Larroquette repitió su narración para la nueva versión de The Texas Chainsaw Massacre. De 2004 a 2006, interpretó el papel principal en la serie McBride. En 2007, se unió al elenco de Boston Legal (Justicia Ciega en Latinoamérica) interpretando a Carl Sack, un abogado serio y ético (personaje completamente opuesto a su personaje más famoso, Dan Fielding). También actuó como invitado en el drama House, donde interpretó a un padre previamente catatónico despertado por intentar salvar a su hijo, y en  Chuck como el veterano espía Roan Montgomery. 
También ha participado en Phineas y Ferb como Bob Weber, un salvavidas. Finalmente, Larroquette ha participado en The Librarians como Jenkins (Sir Galahad, caballero de Camelot), quien brinda apoyo a los bibliotecarios como investigador y cuidador.
En 2019, aparece recurrentemente en Blood & Treasure, como Jacob "Jay" Reece, un billonario y figura paterna para un personaje principal Danny.

### Películas
Sus papeles como protagonista incluyen: Second Sight con Bronson Pinchot, y Madhouse con Kirstie Alley. Además formó parte de películas como: Blind Date, Stripes, Meatballs Part II, Summer Rental, Star Trek III: The Search for Spock, JFK y Richie Rich.

### Teatro
Larroquette hizo su debut musical en How the Grinch Stole Christmas! como Old Max en 2009. Actuó en Broadway en 2011 con el regreso de How to Succeed in Business Without Really Trying as J B. Biggley, junto a Daniel Radcliffe. Ganó el premio Tony como mejor actor en una obra musical.
También apareció en Broadway en un resurgimiento de The Best Man de Gore Vidal; el elenco estelar también incluyó a James Earl Jones, Angela Lansbury, Candice Bergen, Mark Blum, Eric McCormack, Jefferson Mays y Michael McKean, que necesitaban ser reemplazados después de sufrir un accidente automovilístico durante la ejecución del espectáculo.

## Filmografía

### Películas
| Año  | Nombre                                         | Papel                                | Notas                                |
| ---- | ---------------------------------------------- | ------------------------------------ | ------------------------------------ |
| 1974 | The Texas Chain Saw Massacre                   | Narrador                             |                                      |
| 1980 | Altered States                                 | Técnico de Rayos X                   |                                      |
| 1980 | Heart Beat                                     | Anfitrión de Programa de Entrevistas |                                      |
| 1981 | Green Ice                                      | Claude                               |                                      |
| 1981 | Stripes                                        | Capt. Stillman                       |                                      |
| 1982 | Cat People                                     | Bronte Judson                        |                                      |
| 1983 | Hysterical                                     | Bob X. Cursion                       |                                      |
| 1983 | Twilight Zone: The Movie                       | K.K.K.                               |                                      |
| 1984 | Star Trek III: The Search for Spock            | Maltz                                |                                      |
| 1984 | Choose Me                                      | Billy Ace                            |                                      |
| 1984 | Meatballs 2                                    | Lt. Felix Foxglove                   |                                      |
| 1985 | Lifeforce                                      | Narrador                             | Sin Confirmar                        |
| 1985 | Summer Rental                                  | Don Moore                            |                                      |
| 1987 | Blind Date                                     | David Bedford                        |                                      |
| 1989 | Second Sight                                   | Wills                                |                                      |
| 1990 | Madhouse                                       | Mark Bannister                       |                                      |
| 1990 | Tune in Tomorrow                               | Doctor Albert Quince                 |                                      |
| 1991 | JFK                                            | Jerry Johnson                        |                                      |
| 1994 | Richie Rich                                    | Lawrence Van Dough                   |                                      |
| 1995 | Demon Knight                                   | Slasher                              | Sin Acreditar                        |
| 2000 | Isn't She Great                                | Maury Manning                        |                                      |
| 2003 | The Texas Chainsaw Massacre                    | Narrador                             |                                      |
| 2003 | Beethoven's 5th                                | Mayor Harold Herman                  |                                      |
| 2006 | The Texas Chainsaw Massacre: The Beginning     | Narrador                             | Sin Acreditar                        |
| 2006 | Southland Tales                                | Vaughn Smallhouse                    |                                      |
| 2006 | Kill Your Darlings                             | Dr. Bangley                          |                                      |
| 2007 | The Rapture of the Athlete Assumed Into Heaven | The Reporter                         | Cortometraje                         |
| 2009 | Green Lantern: First Flight                    | Tomar-Re                             | Doblaje                              |
| 2010 | Gun                                            | Sam Boedecker                        |                                      |
| 2010 | Sudden Death!                                  | Commander Jenkins                    | Cortometraje                         |
| 2011 | Inventors                                      | Professor Morasco                    | Cortometraje                         |
| 2015 | F.Y.D.                                         | Frank Reese                          | Cortometraje Doblaje                 |
| 2016 | Camera Store                                   | Ray LaPine                           |                                      |
| 2020 | Keep Hope Alive                                | Bernie Lowenstein                    | Posible Estreno 1.º de enero de 2020 |

### Televisión
| Año         | Título                            | Papel                             | Notas                                                 |
| ----------- | --------------------------------- | --------------------------------- | ----------------------------------------------------- |
| 1975        | Doctors Hospital                  | Dr. Paul Herman                   | 03 Episodios                                          |
| 1975        | Sanford and Son                   | Murray Steinberg                  | Episodio: "Steinberg and Son"                         |
| 1975        | Kojak                             | Sailor                            | Episodio: "How Cruel the Frost, How Bright the Stars" |
| 1975        | Ellery Queen                      | Bellhop                           | Episodio: "The Adventure of the Pharoah's Curse"      |
| 1976        | Rich Man, Poor Man                | Barone                            | Miniserie 01 Episodio                                 |
| 1976 - 1978 | Baa Baa Black Sheep               | Subteniente Robert "Bob" Anderson | 29 Episodios                                          |
| 1978        | Greatest Heroes of the Bible      | Actualmente Desconocido           | 01 Episodio                                           |
| 1979        | Three's Company                   | Cop                               | Episodio: "Jack Moves Out"                            |
| 1979        | Fantasy Island                    | Valery                            | Episodio: "The Inventor" / "On the Other Side"        |
| 1979        | The 416th                         | Teniente Jackson MacCalvey        | Película Televisiva                                   |
| 1980        | Stunts Unlimited                  | Leading Man                       | Película Televisiva                                   |
| 1981        | Mork & Mindy                      | Baba Hope                         | Episodio: "Alienation"                                |
| 1982        | Dallas                            | Phillip Colton                    | 02 Episodios                                          |
| 1982        | Cassie & Co.                      | Actualmente Desconocido           | 01 Episodio                                           |
| 1982        | Bare Essence                      | Arthur Williams                   | Película Televisiva                                   |
| 1982        | Nine to Five                      | Actualmente Desconocido           | 01 Episodio                                           |
| 1983        | The Last Ninja                    | Oficial del Ejército              | Película Televisiva                                   |
| 1984        | Remington Steele                  | Nathan Fits                       | Episodio: "Breath of Steele"                          |
| 1984 - 1992 | Night Court                       | Reinhold Daniel Fielding Elmore   | 193 Episodios                                         |
| 1986        | Convicted                         | Douglas Forbes                    | Película Televisiva                                   |
| 1988        | Hot Paint                         | Gus                               | Película Televisiva                                   |
| 1991        | One Special Victory               | Bo                                | Película Televisiva                                   |
| 1993 - 1996 | The John Larroquette Show         | John Hemingway                    | 84 Episodios                                          |
| 1995        | Dave's World                      | Dave's Lawyer                     | Episodio: "Health Hath No Fury                        |
| 1997        | The Defenders: Payback            | Michael Lane                      | Película Televisiva                                   |
| 1997 - 2002 | The Practice                      | Joey Heric                        | 05 Episodes                                           |
| 1999        | Payne                             | Royal Payne                       | 09 Episodes                                           |
| 2000        | The 10th Kingdom                  | Tony Lewis                        | 10 Episodes                                           |
| 2000        | The West Wing                     | Lionel Tribey                     | Episodio: "And It's Surely to Their Credit"           |
| 2001        | Walter and Henry                  | Walter                            | Película Televisiva                                   |
| 2001        | The Heart Department              | Dr. Fred Biskin                   | Película Televisiva                                   |
| 2001        | Till Dad Do Us Apart              | Gavin Corbett                     | Película Televisiva                                   |
| 2001        | The Incurable Collector           | Anfitrión                         | Serie Televisiva                                      |
| 2002        | Corsairs                          | Brandon Corsair                   | Película Televisiva                                   |
| 2003        | Recipe For Disaster               | Patrick Korda                     | Película Televisiva                                   |
| 2003 - 2004 | Happy Family                      | Peter Brennan                     | 22 Episodios                                          |
| 2004        | Wedding Daze                      | Jack Landry                       | Película Televisiva                                   |
| 2005 - 2008 | McBride                           | Mike McBride                      | 10 Películas Televisivas                              |
| 2005        | Kitchen Confidential              | Chef Gerard                       | Episodio: "Dinner Date with Death"                    |
| 2005        | Joey                              | Benjamin Lockwood                 | 02 Episodios                                          |
| 2006        | Arrested Development              | John Larroquette                  | Episodio: "S.O.B.s"                                   |
| 2006        | House M.D.                        | Gabriel Wozniak                   | Episodio: "Son of Coma Guy"                           |
| 2007 - 2008 | The Batman                        | Mirror Master                     | Doblaje 02 Episodios                                  |
| 2007 - 2008 | Boston Legal                      | Carl Sack                         | 33 Episodios                                          |
| 2008 - 2011 | Chuck                             | Roan Montgomery                   | 02 Episodios                                          |
| 2009        | Law & Order: Special Victims Unit | Randall Carver                    | Episodio: "Anchor"                                    |
| 2009        | The Storm                         | Bud McGrath                       | Miniserie 02 Episodios                                |
| 2009 - 2010 | Phineas and Ferb                  | Tío Bob                           | Doblaje 02 Episodios                                  |
| 2010        | Parks and Recreation              | Frank Beckerson                   | Episodio: "Galentine's Day"                           |
| 2010        | Pleading Guilty                   | Martin Gold                       | Película Televisiva                                   |
| 2010        | White Collar                      | Donovan                           | Episodio: "In The Red"                                |
| 2010        | CSI: NY                           | Chef Ted Carver                   | 03 Episodios                                          |
| 2010        | 15 Minutes                        | David Sloan                       | Película Televisiva                                   |
| 2011        | Late Show with David Letterman    | J.B. Biggley                      | 01 Episodio                                           |
| 2012        | Pound Puppies                     | Alcalde                           | Doblaje Episodio: "Squawk"                            |
| 2013        | Deception                         | Sen. Dwight Haverstock            | 09 Episodios                                          |
| 2014        | Almost Human                      | Dr. Nigel Vaughn                  | Episodio: "Unbound"                                   |
| 2014 - 2018 | The Librarians                    | Jenkins                           | 42 Episodios                                          |
| 2015        | The Brink                         | Robert Kittredge                  | 07 Episodios                                          |
| 2017 - 2018 | Me, Myself & I                    | Alex Ridley Mayor                 | 13 Episodios                                          |
| 2018        | Murphy Brown                      | Juez Nate Campbell                | Episodio: "A Lifetime of Achievement"                 |
| 2018        | Three Rivers                      | Beau                              | Película Televisiva                                   |
| 2019        | The Twilight Zone                 | Presidente James Stevens          | Episodio: "The Wunderkind"                            |
| 2019        | Blood & Treasure                  | Jacob Whitman Reece III           | 03 Episodios                                          |
| 2020        | The Good Fight                    | Gavin Firth                       | 7 episodios                                           |

## Premios
Nominado en 1988 al Globo de oro como "Mejor actor de reparto" por la serie Juzgado de guardia. Ganador de cinco premios Emmy.